# Рафаел Барадас
Рафаел Перес Хименес Барадас (на испански: Rafael Pérez Giménez Barradas) е уругвайски художник.
Роден е на 4 януари 1890 година в Монтевидео в семейство на каталонски имигранти. Почти изцяло самоук, той започва кариерата си с илюстрации за списания. През 1913 година заминава за Испания, където разработва специфичен вариант на кубизма, участва в изложби и илюстрира поредици от книги.
Тежко болен, Рафаел Барадас се връща през 1928 година в Монтевидео, където умира на 12 февруари 1929 година.